# Leona Paraminski
Leona Paraminski (* 22. August 1979 in Zagreb) ist eine kroatische Film-, Theater- und Fernseh-Schauspielerin.

## Leben
Paraminski hat 2001 ihren Abschluss an der Zagreber „Akademie für dramatische Künste“ (kroatisch: „Akademija dramske umjetnosti“) gemacht.
Ihre erste Rolle hatte sie bereits 1999 in dem Film „Madonna“ von Neven Hitrec. 2002 gewann sie den „Golden Arena“ in der Kategorie beste weibliche Hauptdarstellerin für ihre Rolle in dem Film „Prezimiti u Riju“ von Davor Žmegač.

## Filmografie (Auswahl)

### Fernsehen
- 2004: Osvajanja Ljudevita Posavca
- 2007: Obični ljudi
- 2008: Dobre namjere
- 2010: Najbolje godine
- 2011: Loza

### Kinofilme
- 1999: Četverored
- 1999: Bogorodica
- 2000: Nebo, sateliti
- 2000: Najmanji čovjek na svijetu
- 2000: Vinko na krovu
- 2001: Polagana predaja
- 2002: Prezimiti u Riju
- 2002: Suša
- 2003: Leti, leti
- 2003: Ispod crte
- 2004: Seks, piće i krvoproliće
- 2004: Družba Isusova
- 2005: Mrtvi kutovi
- 2005: Pod vedrim nebom
- 2007: Pravo čudo
- 2009: Tulum